# Mahamane Cissé
Mahamane Cissé (Ansongo, 27 dicembre 1993) è un calciatore maliano naturalizzato nigerino, centrocampista dell'Otohô.

## Carriera

### Club
Inizia la carriera giocando per alcuni anni nella prima divisione maliana per poi trasferirsi in Congo ai Léopards; successivamente gioca in Nigeria all'Ifeanyi Ubah, per poi andare a giocare in Grecia, dove realizza 2 reti in 14 presenze in seconda divisione con il Kallonī e poi gioca un'ulteriore partita in questa stessa categoria con l'Aiginiakos. Successivamente gioca in prima divisione in Congo ed in Mauritania.
Nel corso degli anni ha giocato complessivamente 15 partite in CAF Champions League e 17 partite (con anche una rete segnata) in Coppa della Confederazione CAF.

### Nazionale
Ha giocato nella nazionale maliana Under-20; successivamente è stato naturalizzato dal Niger, con la cui nazionale maggiore tra il 2013 ed il 2022 ha totalizzato complessivamente 38 presenze e 5 reti.

## Palmarès

### Club

#### Competizioni nazionali
- Campionato maliano: 1

Djoliba: 2011-2012
- Supercoppa del Mali: 1

Djoliba: 2012
- Campionato congolese: 5

Otohô: 2018, 2018-2019, 2021, 2021-2022, 2022-2023
- Campionato mauritano: 2

Nouadhibou: 2019-2020, 2020-2021